# Лавинья, Винченцо
Винче́нцо Лави́нья (итал. Vincenzo Lavigna; 21 февраля 1776, Альтамура — 14 сентября 1836, Милан) — итальянский композитор и музыкальный педагог.

## Биография
Винченцо Лавинья родился 21 февраля 1776 года в южноитальянском городке Альтамура недалеко от Бари в семье Людовико Лавиньи и Аполлонии Кароне. С 1790 по 1799 годы обучался в неаполитанской консерватории Санта-Мария-ди-Лорето, где его преподавателями были Феделе Фенароли и Саверио Валенте. В 1801 году он переехал в Милан и поступил на службу в театр «Ла Скала» (возможно, по протекции Джованни Паизиелло), где уже в 1802 году была поставлена его первая опера-буффа La muta per amore, ossia II medico per forza. Опера имела огромный успех и даже была повторена на карнавале следующего года. В том же году он поставил балет Gengis-Kan, после успеха которого получил постоянную должность маэстро аль чембало в «Ла Скале». В последующее десятилетие в театрах различных североитальянских городов было поставлено около десятка различных спектаклей разных жанров на музыку Лавиньи, однако затем его затмила новая восходившая звезда — Джоаккино Россини, поэтому Лавинья переключился преимущественно на постановку произведений классических авторов.
В 1810-е годы Лавиньей были поставлены в «Ла Скале» произведения Йозефа Гайдна, Людвига ван Бетховена, но прежде всего Вольфганга Амадея Моцарта — он был первым постановщиком в «Ла Скале» опер «Так поступают все женщины» (1807), «Дон Жуан» (1814) и «Свадьба Фигаро» (1815). Одновременно с этим Лавинья занялся преподаванием — сперва в частном порядке, а с 1823 по 1832 года на кафедре сольфеджио в Миланской консерватории. С 1832 по 1835 годы Лавинья преподавал контрапункт и композицию не принятому в консерваторию молодому Джузеппе Верди, который в дальнейшем очень тепло о нём отзывался. Винченцо Лавинья скончался в Милане 14 сентября 1836 года.

## Сочинения
Винченцо Лавинья написал несколько опер и два балета:
- La muta per amore, ossia II medico per forza (1802, Милан)
- Gengis-Kan (1802, Милан)
- L’idolo di se stesso (1803, Феррара)
- L’impostore avvilito (1804, Милан; 1806, Турин)
- Emilio e Carolina, ossia La fortunata riconciliazione (1804, Милан)
- Le metamorfosi (1807, Венеция)
- Hoango (1807, Турин), переработанный вариант Orcamo (1809, Милан)
- Di posta in posta (1808, Милан)
- Zaira (1809, Флоренция)
- Palmerio e Claudia (1809, Турин)
- Chi s’è visto s’è visto (1810, Милан)